# Тешкурень
Тешкурень (рум. Teșcureni) — село в Унгенському районі Молдови. Утворює окрему комуну.

## Населення
За даними перепису населення 2004 року у селі проживали 1109 осіб.
Національний склад населення села:
| Національність   | Кількість осіб | Відсоток   |
| ---------------- | -------------- | ---------- |
| молдавани румуни | 1091 5         | 98,4% 0,5% |
| українці         | 9              | 0,8%       |
| росіяни          | 4              | 0,4%       |
| Всього           | 1109           | 100%       |